# Nancy Hafkin

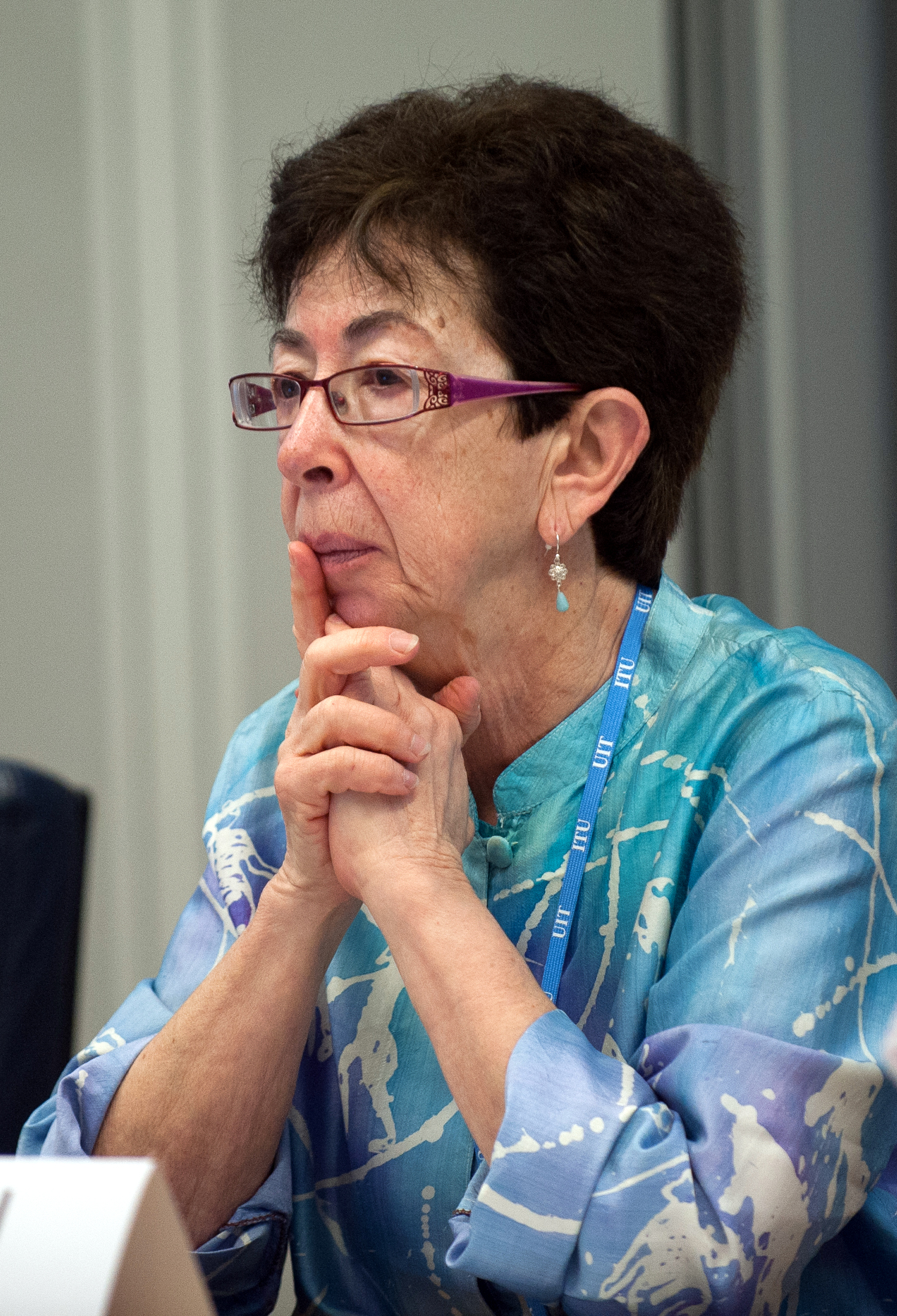
Nancy Hafkin (2013)

Nancy J. Hafkin (geboren 1942) ist eine US-amerikanische Historikerin, die sich mehr als vier Jahrzehnte der digitalen Vernetzung und Kommunikation verschrieben hat. Im Auftrag der UN-Wirtschaftskommission für Afrika (UNECA) hat sie sich um den Aufbau der IKT-Rahmenbedingungen auf dem afrikanischen Kontinent und der Förderung von Frauen in diesem Bereich verdient gemacht.
2012 wurde sie von der Internet Society in die Internet Hall of Fame aufgenommen. Mit dem nach ihr benannten Nancy-Hafkin-Preis für Innovation in der Informationstechnologie in Afrika werden seit dem Jahr 2000 jährlich herausragende Initiativen zur Nutzung von Informations- und Kommunikationstechnologie (IKT) ausgezeichnet.

## Leben und Wirken
Nancy Hafkin entstammt einer matriarchal geprägten Familie, in der bereits in drei Generationen zuvor die Frauen das Familienoberhaupt waren. Sie wuchs mit einer Schwester auf, was Hafkin später zu der Bemerkung veranlasste: „Es gab nicht viele Möglichkeiten, dass die Mädchen in unserer Familie zweitklassig behandelt wurden.“
Hafkin studierte von 1960 bis 1965 an der Brandeis University in Boston Geschichte und Anthropologie. Im Anschluss studierte sie von 1965 bis 1967 an der Boston University. In ihrem Hauptfach Geschichte fand sie in der Professorin Ruth Morgenthau eine Mentorin, die sie animierte, sich im Graduiertenstudium 1967–1973 intensiv mit afrikanischer Geschichte zu befassen. Es war ein noch junges Fachgebiet, in dem viele Frauen tätig waren. Hafkin promovierte mit einer Arbeit zu „Handel, Gesellschaft und Politik im nördlichen Mosambik von 1753–1913“.
Ab 1969 unterrichtete Hafkin als Dozentin am Boston State College und lehrte afrikanische Geschichte, afrikanische Literatur sowie zu Frauen in der globalen Kultur und Geschichte.
1975 übersiedelte sie mit ihrem Ehemann nach Äthiopien und arbeitete ab September 1976 fast 25 Jahre lang in Addis Abeba in strategisch und entwicklungspolitisch wichtigen Funktionen, anfangs für die UN-Wirtschaftskommission für Afrika (UNECA) als Leiterin des Forschungsprogramms für Frauen und Entwicklung (ATRCW), dem ersten internationalen Frauen- und Entwicklungsprogramm der Welt. Später war sie als Gründerin und Leiterin des Panafrikanischen Entwicklungs-Informationssystems (PADIS) tätig. Das Programm arbeitete daran, die ersten elektronischen Kommunikationsnetzwerke in einer Reihe afrikanischer Länder einzurichten und fuhr fort, die afrikanischen Regierungen von der Bedeutung des Internets zu überzeugen.
Hafkin hat durch ihr Wirken maßgeblich dazu beigetragen, das globale Bewusstsein für Entwicklungen im Kontext von Gender und Informationstechnologie zu schärfen sowie einen schnellen und preisgünstigen Zugang zu Informationstechnologien und somit Informationen und Vernetzung auf dem afrikanischen Kontinent zu ermöglichen. Mit PADIS wurden die Voraussetzungen dafür geschaffen. Hafkin zufolge „bedeutet Vernetzung ein Ende der Isolation und den Zugang zu Ressourcen“.
Neben ihrer Tätigkeit unterrichtete sie 1980–1981 als Gastprofessorin an der Universität Addis Abeba am Lehrstuhl für Geschichte.
Im Jahr 2000 kehrte Hafkin mit ihrem Mann in die USA zurück. Nach ihrem Ausscheiden aus der UNO richtete Hafkin ihre Aufmerksamkeit verstärkt auf die Verbesserung des Internetzugangs für Frauen, ein Thema, das sie seit ihren frühen Tagen als Forscherin beschäftigte.
Seit ihrer Pensionierung tritt Hafkin weiterhin als Keynote-Sprecherin in Erscheinung und hält Vorträge zur Befähigung und Beteiligung von Frauen in der IT.

## Privates
Seit 2003 ist Nancy Hafkin Witwe. Ihren Ehemann Berhanu Abebe, der aus Äthiopien stammte, hatte sie während des Studiums in Boston kennengelernt. Gemeinsam haben sie einen Sohn und eine Tochter. Hafkin lebt in Boston und hat noch einen Wohnsitz in Äthiopien.

## Auszeichnungen und Ehrungen
- 2012: Aufnahme in die Internet Hall of Fame durch die Internet Society.[7]
- 2015: UN-Women-ITU GEM-Tech Global Achiever Award

Das Nationale Computer-Museum des Vereinigten Königreichs in Bletchley stellt in der Abteilung Frauen in der Informatik ein Porträt von Nancy Hafkin aus, um Mädchen und junge Frauen für einen Beruf in der Informatik zu inspirieren.

## Publikationen (Auswahl)

### Bücher
- Edna G. Bay, Nancy J. Hafkin: Women in Africa: Studies in Social and Economic Change. Stanford University Press, Redford 1976, ISBN 978-08-0471011-4.
- Nancy J. Hafkin, Gert Nulens (Hersg.): Digital Divide in Developing Countries: An Information Society in Africa. Academic and Scientific Publishers, Brüssel 2002, ISBN 978-9-054-87310-5.
- Nancy J. Hafkin, Sophia Huyer: Cinderella or Cyberella: Empowering Women in the Knowledge Society. Kumarian Press, 2006, ISBN 978-1-565-49219-6.

### Fachartikel
- Nancy Hafkin, Gideon S. Were, Derek A. Wilson: East Africa through a Thousand Years. A History of the Years A. D. 1000 to the Present Day. 1987
- Gender, Information Technology, and Developing Countries: An Analytic Study. 2001
- The African Information Society Initiative: A Seven-year Assessment (1996-2002). 2002
- „Whatsupoch“ on the Net: The Role of Information and Communication Technology in the Shaping of Transnational Ethiopian Identity. 2006
- Gender, ICTs and agriculture. A situation analysis for the 5th Consultative Expert Meeting of CTA’s ICT Observatory meeting on gender and agriculture in the information society. 2007
- Women & ICT: Education and Employment Issues and Opportunities in Developing Countries. 2007
- From the village school to the globe: Overcoming social barriers in teaching and learning with ICT in Africa. 2009
- Measuring ICT and Gender: An assessment. 2014
- a21 for Gender Equality. 2017
- Factors Influencing Women’s Ability to Enter the Information Technology Workforce: Case Studies of Five Sub-Saharan African Countries. 2019